# Lois Pasqua-Debré
Cet article possède un paronyme, voir loi Debré.
« Loi Pasqua » redirige ici. Pour les autres significations, voir Loi d'orientation pour l'aménagement et le développement du territoire.
Les lois dites Pasqua-Debré sont trois lois françaises adoptées en 1986 sous le gouvernement Jacques Chirac II, 1993 sous le gouvernement Édouard Balladur et 1997 sous le gouvernement Alain Juppé II dans le but de réguler l'immigration. En modifiant l'ordonnance du 2 novembre 1945, elles accroissent le pouvoir préfectoral notamment pour les reconductions aux frontières. Le corpus de textes est le suivant :
- la loi n° 86-1025 du 9 septembre 1986 relative aux conditions d'entrée et de séjour des étrangers en France, dite « loi Pasqua » en référence au ministre de l'Intérieur alors en fonction, Charles Pasqua[2] ;
- la loi n° 93-1027 du 24 août 1993, dite aussi « loi Pasqua », qui durcit encore les conditions d'entrée et de séjour des étrangers en France par rapport à la loi de 1986[3].
- la loi n° 97-396 du 24 avril 1997 portant diverses dispositions relatives à l'immigration, parfois dite « loi Debré » en référence au ministre de l'Intérieur en fonction Jean-Louis Debré[4].

## Loi Pasqua du 9 septembre 1986

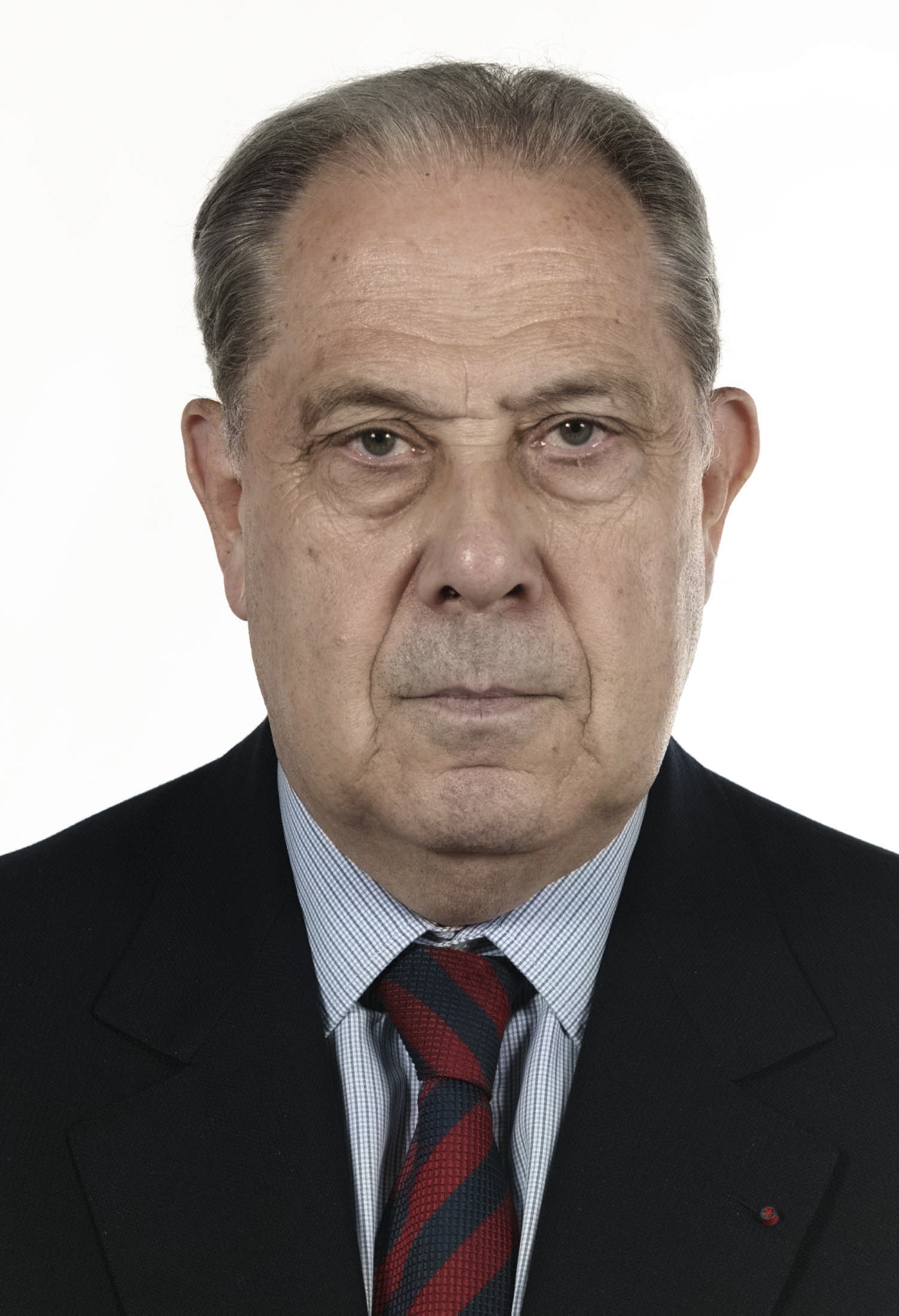
Charles Pasqua est le promoteur de la loi dite « Loi Pasqua ».

### Vote
Le projet de loi relatif aux conditions d'entrée et de séjour des étrangers en France a été voté le 16 juillet 1986 par le RPR et l'UDF avec 286 voix contre le PS et le PC avec seulement 244 voix, le Front National s'étant abstenu. Le texte final a été adopté par les deux chambres législatives le 7 août après son passage en commission mixte paritaire.
Charles Pasqua a argumenté en faveur de cette loi en lui donnant deux ambitions, celle de lutter contre l'immigration clandestine, et celle de faciliter l'éloignement du territoire des individus présentant un danger pour la France.

### Contenu
Cette première « loi Pasqua » modifie les dispositions antérieures concernant les conditions d'entrée et de séjour des étrangers en France. Notamment parce qu'elle accroît les formalités et les conditions à remplir pour entrer en France et rend immédiatement exécutoire la décision de refus d'entrée. Elle apporte des restrictions à l'attribution de la carte de résident en limitant les catégories d'étrangers auxquels elle est attribuée de plein droit. En effet, la carte de résident est désormais délivrée de plein droit au conjoint étranger d'un ressortissant français ; à l'enfant étranger d'un ressortissant français, si cet enfant a moins de 21 ans ou est à la charge de ses parents, ainsi qu'aux ascendants et au conjoint de ce ressortissant ; à l'étranger parent d'un enfant résident en France exerçant l'autorité parentale ; à l'étranger bénéficiant d'une rente d'accident du travail dont le taux d'incapacité est égal ou supérieur à vingt pourcent ; au conjoint et aux enfants mineurs d'un étranger titulaire de la carte de résident et qui sont autorisés à séjourner en France au titre du regroupement familial ; à l'étranger ayant combattu pour la France ou dans la légion étrangère ; au réfugié politique : à l'apatride justifiant de trois années de résidence en France et enfin à l'étranger qui justifie avoir sa résidence habituelle sans avoir été condamné définitivement à une peine d'au moins six mois d'emprisonnement. Cette disposition déclarative a été supprimée par la loi Guigou du 16 mars 1998.
Elle permet à l'administration, sans contrôle judiciaire, de reconduire immédiatement à la frontière les étrangers en situation irrégulière. La reconduction à la frontière doit être distinguée de la procédure d'expulsion, car elle relève du préfet du département et elle concerne l'étranger ayant subi une condamnation pour usage d'un faux titre de séjour ; l'étranger qui ne peut justifier d'une entrée régulière sur le territoire français (sauf si sa situation a été régularisée postérieurement à son entrée) ; l'étranger qui est resté en France après l'expiration d'un délais de trois mois après son entrée en France sans être titulaire de son titre de séjour ; l'étranger auquel le renouvellement d'une carte de séjour temporaire a été refusé ou qui s'est maintenu plus d'un moins après le refus ; l'étranger ayant fait l'objet d'une condamnation définitive pour défaut de titre de séjour.
Elle facilite les expulsions décidées par le ministre de l'Intérieur en restreignant les garanties de procédure et en aggravant les risques d'arbitraire des motifs susceptibles d'être invoqués. En effet, les expulsions ne sont plus prononcées pour « menace grave », mais pour simple « menace » pour l'ordre public. L'expulsion est prononcée par le ministre de l'Intérieur (avec un exception notable pour les DOM-TOM où elle l'est par le représentant de l’État).

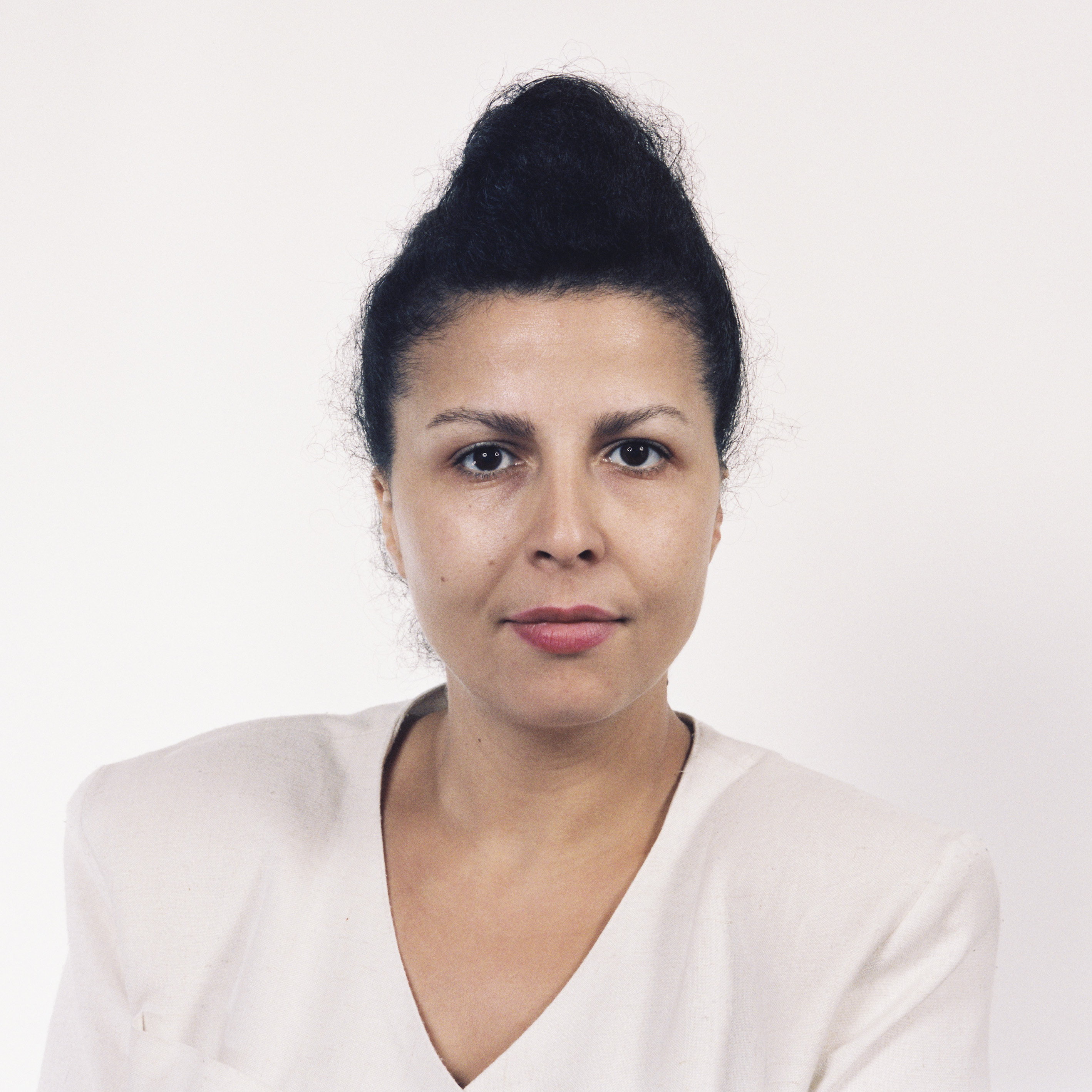
Djida Tazdaït a mené une grève de la faim contre cette loi.

### Réactions populaires
Des mouvements d'opposition ont émergé, dont les plus médiatisés furent les grèves de la faim de deux jeunes Lyonnais, Djida Tazdaït et Nasser Zaïr. Ces grèves eurent un impact et les parlementaires ajoutèrent au texte que la carte de résidence pouvait être attribuée aux mineurs de 16 ans s'ils vivent en France depuis l'âge de 10 ans et n'ont pas fait l'objet d'un condamnation à six mois de prison ferme ou à un an de prison avec sursis. De plus, l'expulsion des mineurs de seize ans n'est plus possible qu'avec un avis conforme de la commission d'expulsion.

### Modifications par le Conseil Constitutionnel
Le Conseil Constitutionnel a validé la loi Pasqua, à l'exception de de deux dispositions. La première concerne l'évocation des conventions bilatérales dans l'article premier, au sujet desquelles le Conseil rappelle qu'ils sont supérieurs aux lois dans la hiérarchie des normes. En outre, le Conseil a censuré la disposition portant sur la possibilité accordée au président du tribunal de grande instance de prolonger par ordonnance de trois jours la rétention supplémentaire de l'étranger qui a fait l'objet d'un arrêté d'expulsion ou d'une mesure de reconduite à la frontière. En effet, le Conseil a jugé que cela portait atteinte à la liberté individuelle. Cependant, un tel délai pouvait être envisagé dans le cas d'un expulsion d'un étranger pour urgence absolue.

### Conséquences
Cette loi a conduit à une précarisation notable du statut des étrangers en France, sous couvert de ne concerner que les plus dangereux, c'est l'ensemble des étrangers présents sur le territoire français qui se sont vus affectés. En refusant l'examen des titres de séjour des personnes en situation irrégulière au moment du dépôt du dossier, l'administration crée artificiellement des clandestins, des personnes qui, sans telle négligence ou tel retard de l'administration, seraient éligibles à l'obtention d'une carte de séjour.
En outre, cette loi discrimine les étrangers mineurs qui n'ont légalement pas l'obligation de poursuivre les démarches administratives du regroupement familial. Cependant, sans celles-ci, il devient difficile de demander un titre de séjour à la majorité. Ceci fait que l'administration attend souvent la majorité de ces enfants - ayant cependant grandi en France - pour pouvoir les reconduire à la frontière. L'article 17, qui prévoit que les mineurs étrangers entrés en France avant le 7 décembre 1984 alors qu'ils avaient moins de 16 ans, et justifiant d'une scolarité régulière en France peuvent demander un titre de séjour, n'est pas appliqué pour les étrangers majeurs qui étaient mineurs lors de l'application de cette loi. En outre, dans les pratiques administratives, les jeunes d'origine algérienne sont exclus du bénéfice de cette loi sous prétexte que celle-ci ne figure pas dans les accords bilatéraux franco-algériens.
Cette loi accroît en outre les difficultés des demandeurs d'asile pour gagner le territoire français, dans la mesure où l'exigence du visa, rendu obligatoire en septembre 1986, limite leurs facilités à l'entrée sur le territoire. En effet, aux zones frontières, les demandes d'asile sont souvent ignorées et des pratiques illégales de rétention sont appliquées par les agents frontaliers alors que l'OFPRA devraient être la seule juge de leur droit d'asile. Il en va de même avec le pouvoir croissant pris par les préfectures pour l'accueil des demandeurs d'asile, au détriment des missions de l'OFPRA., d'autant que les préfectures mettent les demandeurs d'asile dans des situations d'attentes avec des délais très longs qui précarisent la situation des ces étrangers nouvellement arrivés en France.

## Loi Pasqua du 24 août 1993
La loi Pasqua du 24 août 1993 s'inscrit dans le tournant sécuritaire à l'égard de l'immigration de l'année 1993 du au retour de la droite au pouvoir et marqué par le vote d'un corpus cohérent de textes répressifs depuis la loi du 22 juillet 1993 sur la nationalité jusqu'à la loi du 10 août 1993 sur les contrôles d'identité. Cette loi a fait l'objet d'une saisine par l'opposition du Conseil constitutionnel, qui l'a statué le 13 août 1993. Cette loi opère une refonte de l'ordonnance de 1945 en accroissant la sévérité du droit.

### Parcours législatif

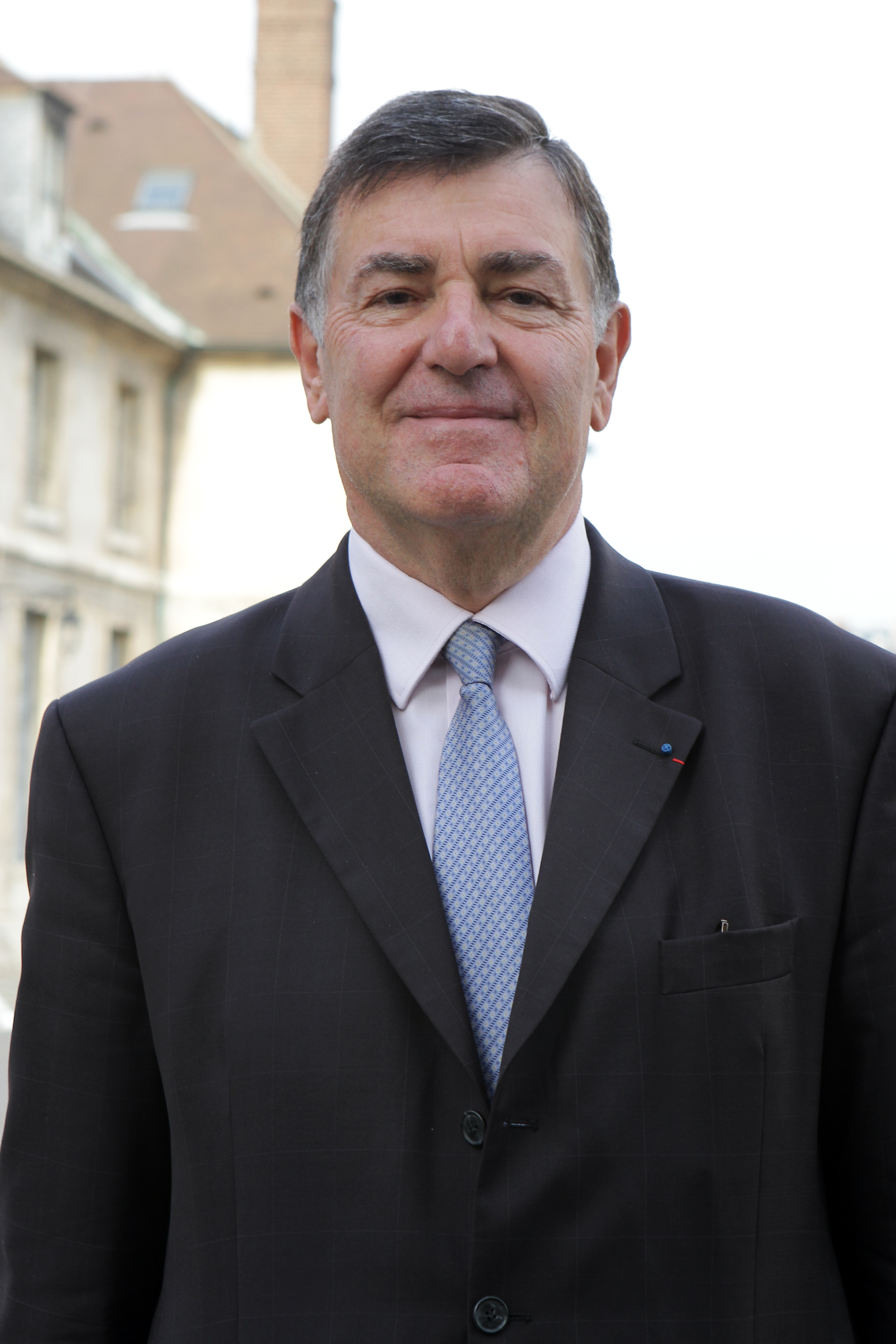
Jean-Pierre Philibert a rédigé le premier rapport sur cette loi au nom de la commission des lois de l'Assemblée nationale.

#### Navette parlementaire
Le texte de loi, déposé le 2 juin 1993 à l'Assemblée nationale, a fait l'objet d'un rapport de Jean-Pierre Philibert au nom de la commission des lois le 10 juin 1993 avant d'être adopté en séance publique le 18 juin. Au Sénat, deux commissions l'ont étudié, la première, est la commission des lois avec un rapport de Paul Masson déposé le 1er juillet. La seconde est la commission des affaires sociales, qui a été saisie pour avis et au nom de laquelle Hélène Missoffe a déposé un rapport le 30 juin 1993. Le texte a finalement été adopté avec modification le 9 juillet 1993. C'est ensuite la commission mixte paritaire qui s'est chargée du texte avec un rapport du sénateur Paul Masson et du député Jean-Pierre Philibert déposé le 10 juillet 1993. Le texte a ensuite été adopté avec modifications par le Sénat le 13 juillet 1993 et définitivement par l'Assemblée nationale le même jour.

#### Saisie du conseil constitutionnel
Le conseil constitutionnel a été saisi le 15 juillet 1993 par l'opposition, notamment des sénateurs socialistes, les députés communistes et socialistes et enfin quelques membres du groupe République et liberté. Il a statué ce texte le 13 août 1993 dans la plus longue décision qu'il ait rédigé depuis sa création en 1958. Considérant que les étrangers ont des droits fondamentaux qui doivent leur être garantis et que la loi Pasqua leur porte des « atteintes excessives », il a annulé huit décisions de cette loi. Finalement, la loi a été promulguée et est parue dans le journal officiel le 29 août 1993.

### Contenu

#### Prestations sociales
La loi conditionne l’affiliation et le bénéfice des prestations sociales à la régularité du séjour tant de l’assuré lui-même que de ses ayants droit majeurs,, une mesure similaire ayant été approuvée, un an plus tard, en Californie (Proposition 187 (en)).

#### Mariages et vie conjugale
La loi Pasqua de 1993 a aussi introduit deux dispositions (art. 15 bis et art. 30) empêchant un « ressortissant étranger qui vit en état de polygamie » d'obtenir une carte de résident de dix ans ainsi que de faire bénéficier plus d'un conjoint du regroupement familial. La loi modifie aussi les règles du mariage, y compris à l'étranger, en requérant la présence du marié (art. 31 qui crée l'art. 146-1 du Code civil).
Cette loi oblige les épouses secondaires à choisir entre la « décohabitation » et l'irrégularité ; or, la crise du logement et la difficulté d'y accéder rend la décohabitation difficile. En outre, elle a conduit des pères vivant en France depuis des décennies à se trouver en situation irrégulière sans être toutefois expulsables puisqu'ils étaient les parents d'enfants français et plongeant les familles dans la misère. Cette mesure a ainsi été critiquée par Pierre Bédier, maire RPR de Mantes-la-Jolie.

#### Identité et papiers
La loi a aussi interdit toute naturalisation d'une personne ayant été préalablement condamnée à six mois de prison (art. 32 de la loi modifiant l'art. 21-27 du Code civil). Elle exige aussi un certificat d'hébergement pour tout étranger rendant visite à un proche, papier qui coûtait 100 francs (art. 3 de la loi).
La carte temporaire ne peut plus être délivrée qu'à la condition de résider en France non plus depuis l'âge de 10 ans, mais depuis l'âge de 6 ans. En outre, une autre condition est ajoutée : que l'ordre public ne soit pas menacé.
En outre, le texte prévoit que en dehors de tout contrôle d'identité, les personnes de nationalité étrangère doivent être en mesure de présenter leurs papiers justifiant de leurs droits à circuler ou à séjourner en France.
La carte de résident peut être délivrée à tout étranger père ou mère d'un enfant français résidant en France.

#### Droit au travail
La loi du 24 août 1993 a aussi obligé l'ANPE à vérifier la régularité du séjour des étrangers s'inscrivant en tant que chercheur d'emploi, en l'autorisant notamment à accéder aux fichiers de l'État (art. 41).

#### Interdiction du territoire français
En cas de condamnation de l'étranger pour travail sans autorisation, la loi permet de le condamner à une interdiction du territoire français d'une durée maximale de cinq ans accompagnée d'une reconduite à la frontière (art. 43).
Ces interdictions ne peuvent être prononcées qu'avec une décision motivée pour les condamnés exerçant une autorité parentale, pour les condamnés en communauté de vie avec un conjoint français, pour un condamné résidant habituellement en France depuis ses dix ans au maximum et pour un condamné qui réside en France depuis plus de quinze ans.

### Textes suivants

#### Circulaires
Une circulaire du 10 juin 2001 vise à assister les femmes dans leur recherche de logement afin de favoriser la « décohabitation ». Une autre circulaire du 19 décembre 2001 invite les préfets à créer des structures pour favoriser ces processus de séparation. Le groupement d'intérêt public Habitat et interventions sociales s'occupe de ces affaires,. Selon le droit international privé et le « statut personnel », si la polygamie est interdite en France, les mariages contractés à l'étranger préalablement à l'entrée en France sont valables. Certains ont pu donc questionner la légalité de ces dispositions juridiques.

## Loi Debré du 24 avril 1997

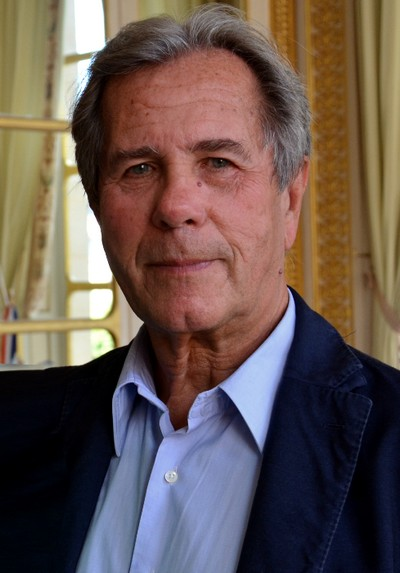
Jean-Louis Debré est à l'origine de la loi du 24 avril 1997.

### Parcours législatif
Le texte de la loi a été déposé à l'Assemblée nationale le 6 novembre 1996 par le ministre de l'intérieur, Jean-Louis Debré. Le texte a suivi deux lectures à l'Assemblée nationale et au Sénat et a fait l'objet de rapports en commission des lois sous la direction de Pierre Mazeaud pour la première et sous celle de Paul Masson pour le second. Il est finalement passé en commission mixte paritaire et a été adopté par les deux chambres les 25 et 26 mars 1997. Cette loi a obtenu 113 voix contre 61 à l'Assemblée nationale.
Le Conseil constitutionnel a été saisie. Celui-ci a jugé le texte comme étant partiellement conforme, ce qui lui a finalement permis d'être promulguée le 24 avril et d'être publiée dans le journal officiel le lendemain. Le conseil constitutionnel a néanmoins rejeté deux mesures. Il a notamment jugé que l'accès que la loi voulait donner à la gendarmerie nationale et au ministère de l'Intérieur au fichier informatisé des empreintes digitales des demandeurs d'asile était contraire au principe de confidentialité des informations détenues par l'OFPRA. En outre, le conseil constitutionnel a refusé un amendement apporté par le député UDF de la Loire Jean-Pierre Philibert qui autorisait le non-renouvellement de la carte de résident de dix ans pour tout étranger dont la présence constituerait une menace pour l'ordre public. En plus de cela, le conseil constitutionnel a émis cinq réserves d'interprétation.

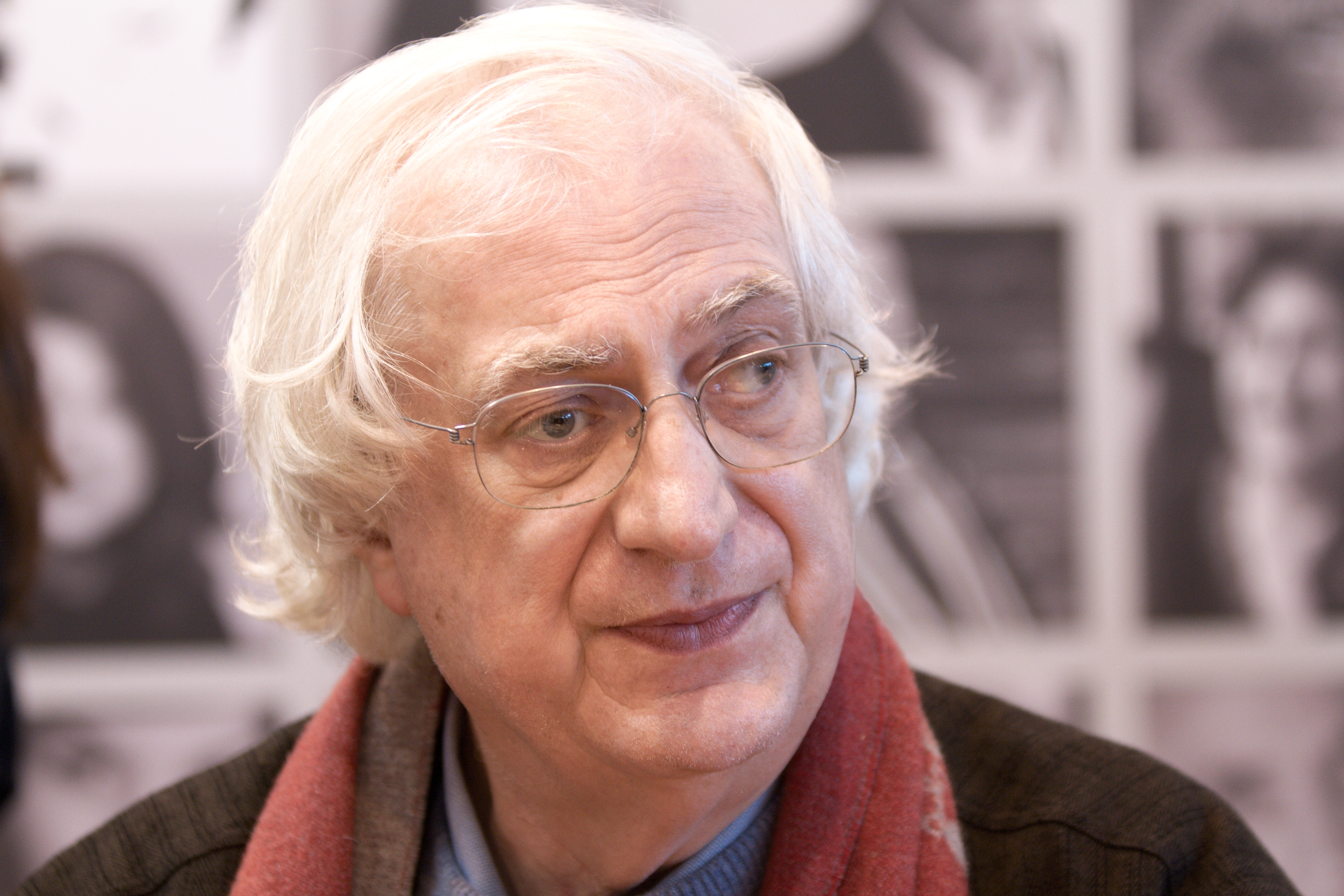
Bertrand Tavernier est signataire de la pétition des cinéastes contre cette loi.

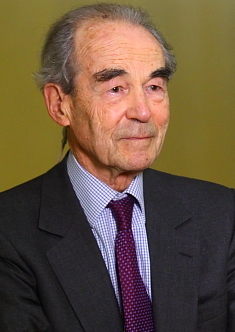
Robert Badinter s'est ouvertement opposé à cette loi.

### Oppositions
La loi Debré a suscité un vaste mouvement d'opposition pétitionnaire. Dès le 11 février, cinquante-neuf réalisateurs et cinéastes français, parmi lesquels Bertrand Tavernier, ont signé une pétition appelant à la désobéissance civique contre cette loi. Malgré une condamnation ferme du gouvernement, cinquante-cinq écrivains se joignent aux cinéastes pétitionnaires le 13 février. Une seconde pétition, du monde théâtrale cette fois, est signée le 16 février par 401 comédiens. Ce sont ensuite les syndicats qui condamnent la loi le 19. Une manifestation, dépassant les cercles intellectuels, a été organisée le 22 février, elle a rassemblé près de cent mille personnes. Étaient alors surtout critiqués l'obligation de remplir un certificat d'hébergement et l'obligation de signaler le départ d'un sans-papier accueilli chez soi. Ces mesures ont été rapprochées d'une certaine forme de délation par l'opinion publique. Outre les personnalités culturelles, des personnalités politiques se sont aussi prononcées contre cette loi, comme Robert Badinter qui accuse le gouvernement d'ouvrir « un boulevard aux succès électoraux du Front national [...] et à la “lepénisation” des esprits ». Grâce à ces manifestations, la forme du certificat d'hébergement a été légèrement assouplie. Il faut aussi évoquer la résolution du Parlement européen du 20 février qui demande par 106 voix contre 101 au gouvernement français de retirer le projet de loi Debré.

### Débat
Dans un discours tenu devant l'Assemblée nationale et devant le Sénat, Debré a proposé une plaidoirie en faveur de sa loi. Il a notamment défendu la nécessité de mettre un frein à l'immigration irrégulière. Pour cela il a émis le souhait d'avoir un arsenal législatif fort, de donner les moyens aux autorités judiciaires et policières de l'appliquer et de renforcer les procédures de reconduite à la frontière. Pour justifier ces mesures, le ministre a dressé un tableau alarmiste de la présence étrangère en force et d'une prétendue incapacité policière à la juguler.

### Contenu
Elle permet la rétention du passeport des étrangers en situation irrégulière. Le Conseil constitutionnel a ajouté deux précisions à cette mesure : l'étranger concerné doit recevoir un récépissé en échange de cette rétention, cette rétention doit être limitée dans le temps et l'étranger doit pouvoir récupérer son passeport immédiatement s'il souhaite quitter le territoire français. La loi autorise en outre la fouille des véhicules dans un rayon de vingt kilomètres autour des frontières françaises. La rétention répétée est rendue possible par cette loi, mais le Conseil constitutionnel l'a modifiée en n'autorisant qu'une seule fois de replacer en rétention administrative un étranger en situation irrégulière n'ayant pas quitté le territoire national, faisant passer celle-ci de 24 à 48 heures. Le procureur de la République a désormais le droit de suspendre une décision de remis en liberté, en attente de la décision d'appel. La loi autorise aussi la mémorisation des empreintes digitales des étrangers qui demandent un titre de séjour.

### Textes suivants
La loi Debré a été suivie par la loi Chevènement, appelée par la gauche socialiste et par les associations contre les lois Pasqua et Debré. Cette nouvelle loi n'a cependant pas supprimée les principales mesures des lois Pasqua et Debré.

## Dans la culture
- « Pasqua » et « les lois sur l'immigration » sont cités dans le refrain de La Misère d'en face de La Rue Kétanou